# Pi Ledergerber
Pius «Pi» Laurentius Ledergerber (* 1951 in Stans) ist ein Schweizer Bildhauer.

## Leben
Ledergerber legte nach Abschluss seiner Bildhauerausbildung in Luzern 1972 im Jahr 1975 die eidgenössische Matura auf dem zweiten Bildungsweg ab. Danach studierte er in den Bereichen Physik und Philosophie an der Universität Bern. Seit 1979 ist Ledergerber als freischaffender Künstler tätig und seit 1982 mit seinen Werken auf Ausstellungen vertreten. Er lebt und arbeitet in Burgdorf (CH) und Hohenfels (DE).

## Werk
Ledergerber arbeitet in erster Linie mit Stein, wobei sein Werk auch Holzarbeiten umfasst. Seine Skulpturen nehmen die Form von Kuben oder Säulen an und zeichnen sich durch eine starke Präsenz im Raum aus.
Obwohl Ledergerbers Werke oftmals als Aufschichtung einzelner Steinplatten anmuten, ist der Ausgangspunkt für seine Arbeit stets ein Monolith. Durch Einschneiden oder gezieltes Wegschlagen wird von einem einzelnen Steinblock Material abgetragen, sodass die Skulptur durch Reduktion in einem schichtweise fortschreitenden Prozess entsteht. Darüber hinaus arbeitet Ledergerber auch mit in einzelne Teile aufgespaltenen Steinblöcken, die bearbeitet und danach wieder in ihre ursprüngliche Form zusammengesetzt werden. Diese Zusammensetzung erfolgt ohne die Verwendung von Klebstoff – Halt entsteht lediglich durch die Verzahnung der einzelnen Teile und deren Gewicht. 
Als bezeichnendes Merkmal von Ledergerbers Arbeit bleiben im Entstehungsprozess Bearbeitungsspuren im Stein zurück, die seinen Skulpturen eine bildhafte Textur verleihen.

## Ausstellungen (Auswahl)
- 1993: Kunsthalle, Winterthur
- 1994: „Berner Biennale“, Kunsthaus, Langenthal (Katalog)
- 1996: Kunsthalle, Burgdorf (Katalog)
- 1998: Kunstraum Medici, Solothurn / Skulpturenweg Grauholz, Bern-Schönbühl (Katalog)[2]
- 1999: Kunsthalle, Wil (Katalog)
- 2000: Galerie Margit Haldemann, Bern
- 2001: Galerie sphn (Hermann und Wagner), Berlin / Galerie Ermitage, Beckenried
- 2002: Haus der Kunst St. Josef, Solothurn
- 2003: Kunstverein Eisenturm Mainz (Katalog)
- 2004: Galerie Marianne Grob, Berlin
- 2005: Haus der Kunst St. Josef, Solothurn (Katalog)
- 2006: „Skulpur 06“, Villa Mettlen, Muri bei Bern
- 2007: Haus der Kunst St. Josef, Solothurn
- 2008: Galerie Silvia Steiner, Biel
- 2009: Kunstverein Peschkenhaus, Moers
- 2010: „Open Art 2010“, Roveredo
- 2011: Galerie Mollwo, Riehen
- 2012: 5. Schweizerische Triennale der Skulptur, Bad Ragatz (Katalog) / „Steinzeit“ Kreissparkasse Rottweil (Katalog)
- 2013: Kunstraum Oktogon Bern (Katalog) / Galerie Beatrice Brunner, Bern (Katalog)
- 2014: Galerie Mollwo, Riehen
- 2015: Galerie Sylva Denzler, Zürich
- 2016: Kunsttage Winningen (Katalog)
- 2017: Contemporanea-Galerie für moderne Kunst, Oberbillig bei Trier (Katalog)
- 2018: BEGE Galerien, Ulm / Galerie Mollwo, Riehen
- 2019: Galerie Sylva Denzler, Zürich